# Vaux-sur-Eure
Vaux-sur-Eure é uma comuna francesa na região administrativa da Normandia, no departamento de Eure. Estende-se por uma área de 2,89 km². Em 2010 a comuna tinha 275 habitantes (densidade: 95,2 hab./km²).